# Петровский (Нижегородская область)
Петро́вский — сельский посёлок в Воротынском районе Нижегородской области. Входит в состав Отарского сельсовета.
Посёлок располагается на левом берегу устья Суры.